# Fundación, Barahona
Fundación är en kommun i Dominikanska republiken.   Den ligger i provinsen Barahona, i den sydvästra delen av landet, 130 km väster om huvudstaden Santo Domingo. Antalet invånare i kommunen är cirka 8 000.
Terrängen runt Fundación är platt åt nordost, men åt sydväst är den kuperad. Runt Fundación är det ganska tätbefolkat, med 104 invånare per kvadratkilometer. Närmaste större samhälle är Santa Cruz de Barahona, 12,1 km sydost om Fundación. Omgivningarna runt Fundación är en mosaik av jordbruksmark och naturlig växtlighet.